# Bellprat
Bellprat est une commune de la province de Barcelone, en Catalogne, en Espagne, de la comarque d'Anoia